# Zaporójskaia
Zaporójskaia - Запорожская (rus) és una stanitsa del krai de Krasnodar, a Rússia. Es troba a la riba del golf de Dinskaia, a la península de Taman. És a 45 km a l'oest de Temriuk i a 170 km a l'oest de Krasnodar.
Pertanyen a aquesta stanitsa els possiolki de Batareika, Beregovoi, Garkuixa, Ilitx, Txuixka, Krasnoarmeiski i Priazovski.